# Kara (Ciad)
Kara è un comune del Ciad situato nel dipartimento di La Pendé, provincia del Logone Orientale.